# Eugenia discors
Espèce
Statut de conservation UICN

 VU D2 : Vulnérable
Eugenia discors est une espèce de plantes à fleurs de la famille des Myrtaceae. C'est un arbre ou un arbuste endémique du nord du Pérou. Il pousse en milieu tropical à saison sèche.

## Publication originale
- Fieldiana, Botany 13(4/2): 692. 1958.